# Cerradotangara
Cerradotangara (Microspingus cinereus) är en fågel i familjen tangaror inom ordningen tättingar.

## Utbredning och systematik
Fågeln förekommer lokalt på landsbygden i södra och centrala Brasilien. Den behandlas som monotypisk, det vill säga att den inte delas in i några underarter.

### Släktestillhörighet
Tidigare placerades arten i släktet Poospiza, men genetiska studier visar att den liksom några andra Poospiza-arter samt Hemispingus trifasciatus bildar en grupp som står närmare exempelvis Cypsnagra, Donacospiza och Urothraupis. Dessa har därför lyfts ut till ett eget släkte, Microspingus.

### Familjetillhörighet
Liksom andra finkliknande tangaror placerades denna art tidigare i familjen Emberizidae. Genetiska studier visar dock att den är en del av tangarorna.

## Status
IUCN kategoriserar arten som livskraftig.

## Namn
Cerrado är ett savannområde i det inre av Brasilien.